# 刘桂凤
刘桂凤（1950年—），吉林农安人，汉族，中华人民共和国政治人物、第十二届全国人民代表大会吉林地区代表。
加入中国共产党。2013年，被选为全国人大代表。